# FDGB-Bezirkspokal 1966/67
Im FDGB-Bezirkspokal der Saison 1966/67 wurden wie im Vorjahr Finalspiele in den einzelnen Bezirken ausgetragen, deren Sieger für den FDGB-Pokal 1967/68 teilnahmeberechtigt waren.

## Geschichte
Der Spielbetrieb in den 15 Bezirken wurde vom jeweiligen Bezirksfachausschuss (BFA) durchgeführt, in denen die Mannschaften unterhalb der beiden höchsten Spielklassen (DDR-Oberliga und DDR-Liga) im Ligasystem auf dem Gebiet des Deutschen Fußball-Verbandes (DFV) spielberechtigt waren.
Mit der BSG CM Veritas Wittenberge und der Zweitvertretung vom FC Carl Zeiss Jena gelang es zwei Mannschaften den Pokalsieg aus dem Vorjahr erfolgreich zu verteidigen.
Zum vierten Mal sicherte sich die BSG Empor Neustrelitz den Bezirkspokal, was Wittenberge zum dritten Mal gelang.
Das Double von Meisterschaft und Pokalsieg erreichten Empor Neustrelitz, sowie die Zweitvertretungen vom F.C. Hansa Rostock, 1. FC Magdeburg und FC Rot-Weiß Erfurt.
Mit der Betriebssportgemeinschaft (BSG) Motor West Zella-Mehlis gelang es einer unterklassigen Mannschaft (Bezirksklasse) den Pokal zu gewinnen. 

## FDGB-Bezirkspokalendspiele
|                         | Bezirkspokalendspiele (Saison 1966/67) |
| Bezirk Rostock          | Samstag, den 13. Mai 1967 in Neukloster BSG Einheit Grevesmühlen – F.C. Hansa Rostock II 0:2 |
| Bezirk Schwerin         | BSG CM Veritas Wittenberge keine weiteren Informationen vorhanden |
| Bezirk Neubrandenburg   | Sonntag, den 30. April 1967 in Röbel BSG Empor Neustrelitz – BSG Verkehrsbetriebe Waren 3:2 |
| Bezirk Potsdam          | Hinspiel: Sonntag, den 18. Juni 1967 in Ludwigsfelde BSG Motor Ludwigsfelde – BSG Motor Süd Brandenburg 0:1 Rückspiel: Samstag, den 24. Juni 1967 in Brandenburg an der Havel BSG Motor Süd Brandenburg – BSG Motor Ludwigsfelde 1:0 |
| Ost-Berlin              | Samstag, den 03. Juni 1967 im kleinen Jahnstadion von Ost-Berlin vor 900 Zuschauern BSG Einheit Pankow – BSG Berliner Verkehrsbetriebe 1:0 n. V.                                                                                     |
| Bezirk Frankfurt (Oder) | Montag, den 01. Mai 1967 in Herzfelde BSG Motor Eberswalde – FSG Dynamo Frankfurt 2:1 |
| Bezirk Magdeburg        | Samstag, den 06. Mai 1967 in Wanzleben 1. FC Magdeburg II – SG Motor/Vorwärts Oschersleben 1:0 n. V. |
| Bezirk Halle            | Sonntag, den 18. Juni 1967 in Helbra BSG Chemie Buna Schkopau – BSG Chemie Wolfen 2:1 |
| Bezirk Leipzig          | Samstag, den 10. Juni 1967 im Erich-Steinfurth-Stadion von Leipzig vor 400 Zuschauern BSG Motor Leipzig-Lindenau – BSG Motor Grimma II 2:0                                                                                           |
| Bezirk Cottbus          | Hinspiel: Sonntag, den 18. Juni 1967 in Brieske BSG Aktivist Brieske-Ost – BSG Aktivist Schwarze Pumpe 0:2 Rückspiel: Mittwoch, den 21. Juni 1967 in Hoyerswerda BSG Aktivist Schwarze Pumpe – BSG Aktivist Brieske-Ost 2:5          |
| Bezirk Dresden          | Samstag, den 20. Mai 1967 in Meißen BSG Stahl Riesa II – BSG Motor TuR Dresden-Übigau 5:2 |
| Bezirk Karl-Marx-Stadt  | Montag, den 08. Mai 1967 in Karl-Marx-Stadt BSG Wismut Aue II – BSG Fortschritt Meerane 3:1 |
| Bezirk Erfurt           | Sonntag, den 07. Mai 1967 in Apolda FC Rot-Weiß Erfurt II – BSG Motor Sömmerda 1:0 |
| Bezirk Gera             | Donnerstag, den 22. Juni 1967 in Hermsdorf FC Carl Zeiss Jena II – BSG Wismut Gera II 3:2 |
| Bezirk Suhl             | Sonntag, den 25. Juni 1967 in Meiningen BSG Motor Oberlind – BSG Motor West Zella-Mehlis 0:1 |